# Club Sport Emelec (voleibol)
El Club Sport Emelec Voleibol es la filial de Voleibol del Club Sport Emelec. La disciplina tiene un miembro permanente entre los miembros del directorio. El equipo participa desde el año 2022 en la Liga Ecuatoriana de Voleibol. 

## Historia
EL equipo de voleibol, participó de torneo provinciales desde el año 2018, y se ha mantenido participando en torneos no oficiales, hasta su afiliación a la Liga Ecuatoriana de Voleibol, en la cual se convirtió en el campeón del año 2022.

## Palmarés
| Mayores                  | N.º | Títulos                            |
| ------------------------ | --- | ---------------------------------- |
| Campeonatos nacionales   | 1   | 2022                               |
| Campeonatos provinciales | 7   | 2018,2019,2020,2021,2021,2022,2023 |
| Campeonatos no oficiales | 6   | 2019,2021,2022,2022,2023,2024      |